# Richard Radziewsky
Richard Radziewsky (* 22. Februar 1885 in Koblenz; † 6. Januar 1969 in Saarbrücken) war ein deutscher Politiker (DPS).

## Leben und Beruf
Radziewsky war beruflich als Betriebsleiter der Burbacher Hütte tätig.

## Politik
Radziewsky trat nach 1945 in die Demokratische Partei Saar (DPS) ein und wurde im Oktober 1947 in den Saarländischen Landtag gewählt. Er war vom 14. Oktober bis zum 15. Dezember 1947 Zweiter Vizepräsident der Gesetzgebenden Versammlung des Saarlandes und wurde im Anschluss Vorsitzender der DPS-Landtagsfraktion. Vom 15. Dezember 1947 bis zum 8. Dezember 1952 amtierte er als Zweiter Vizepräsident des Landtages. Am 8. November 1950 erfolgte sein Austritt aus der DPS. Daraufhin bildeten die Liberalen die Demokratische Fraktion (DF). Radziewsky war bis zu seinem Ausscheiden aus dem Landtag im Dezember 1952 Vorsitzender der Demokratischen Fraktion.